# 진근점 이각

물체의 위치 P와 진근점 이각 f를 나타낸 그림. 타원의 중심은 C로, 타원의 초점은 F로 표시되어 있다.

진근점 이각(영어: true anomaly)은 천체물리학에서 케플러 궤도를 따라 움직이는 물체의 위치를 정하는 각 변수이다. 진근점 이각은 타원의 주초점에서 바라본 궤도 근점과 물체의 현재 위치 간의 각도이다.
진근점 이각은 보통 그리스 문자 ν 또는 θ, 또는 라틴 문자 f로 표시된다.
위의 그림에 보여지듯이, 진근점 이각 f는 편심 이각과 평균 근점 이각과 함께 궤도에서의 물체의 위치를 정하는 세 변수 중 하나이다.

## 공식

### 상태 벡터로부터
타원 궤도에서는 진근점 이각 ν은 궤도 상태 벡터로부터 계산될 수 있다.
{\displaystyle \nu =\arccos {{\mathbf {e} \cdot \mathbf {r} } \over {\mathbf {\left|e\right|} \mathbf {\left|r\right|} }}}
(만약 r ⋅ v < 0 이라면 ν를 2π − ν로 치환)
- v는 궤도를 도는 물체의 궤도 속도 벡터이다.
- e는 편심 벡터이다.
- r는 궤도 위치 벡터이다.

#### 원 궤도
원 궤도의 경우에는 진근점 이각이 정의되지 않는데, 이는 원 궤도는 특정할 만한 궤도 근점이 없기 때문이다. 이 때는 진근점 이각 대신 위도 인수 u가 사용된다.
{\displaystyle u=\arccos {{\mathbf {n} \cdot \mathbf {r} } \over {\mathbf {\left|n\right|} \mathbf {\left|r\right|} }}}
(만약 rz < 0 이라면 u를 2π − u로 치환)
- n은 승교점을 향한 벡터를 말한다(즉 z 요소의 n 값은 0이다).

#### 궤도 경사 0의 원 궤도
궤도 경사가 0인 원 궤도에서는 특정할 만한 궤도 교점이 없어 위도 인수 또한 정의되지 않는다. 따라서 이 때는 진 경도(true longitude)를 사용한다.
{\displaystyle l=\arccos {r_{x} \over {\mathbf {\left|r\right|} }}}
(만약 vx > 0 이라면 l를 2π − l로 치환)
- rx는 궤도 위치 벡터 r의 x 요소이다.
- vx는 궤도 속도 벡터 v의 x 요소이다..

### 편심 이각으로부터
진근점 이각 ν와 편심 이각 E 사이의 관계는 다음과 같다.
{\displaystyle \cos {\nu }={{\cos {E}-e} \over {1-e\cos {E}}}}
또는 사인과 탄젠트를 사용하여 다음과 같이 나타낼 수 있다.
{\displaystyle \sin {\nu }={{{\sqrt {1-e^{2}}}\sin {E}} \over {1-e\cos {E}}}}
{\displaystyle \tan {\nu }={{\sin {\nu }} \over {\cos {\nu }}}={{{\sqrt {1-e^{2}}}\sin {E}} \over {\cos {E}-e}}}
이는 아래의 식과 동등하다.
{\displaystyle \tan {\nu  \over 2}={\sqrt {{1+e} \over {1-e}}}\tan {E \over 2}.}
그러므로, 다음과 같이 나타난다.
{\displaystyle \nu =2\,\mathop {\mathrm {arg} } \left({\sqrt {1-e}}\,\cos {\frac {E}{2}},{\sqrt {1+e}}\sin {\frac {E}{2}}\right)}
arg(x, y)는 벡터 (x, y)의 극 성분이다(이는 대부분의 프로그램에 내장된 atan2(y, x) 또는 ArcTan[x, y]으로 계산할 수 있다).

### 진근점 이각으로부터 반지름
반지름(타원의 초점과 물체 사이의 거리)는 진근점 이각과 다음과 같은 관계가 있다.
{\displaystyle r=a\cdot {1-e^{2} \over 1+e\cos \nu }\,\!}
a는 궤도 긴반지름이다.

## 같이 보기
- 케플러의 행성운동법칙
- 평균 근점 이각
- 타원